# Отуђење
Отуђење или алијенација (лат. alienatio, нем. entfremdung) је кључни појам у филозофији Хегела, Фојербаха, Карла Маркса, и каснијих филозофа идеалистичке и марксистичке традиције. Оно означава стање човека у којем његова дела, производи или идеје постају супротстављена моћ која га потчињава, њему страна и независна од његове делатности и егзистенције.
У најширем смислу, отуђење је нешто одвојено од или страно нечем другом. У филозофији се говори о отуђењу човека од његове сопствене природе и од друштва. Такође, мисао може бити отуђена од стварности уколико је неадекватно одражава, а радник отуђен од резултата свог рада уколико они постају роба.

## Отуђење у психологији
Психолошки, отуђење је осећање одвојености, усамљености или бивања странцем (види странствовање). Ово осећање често имају особе које бораве у културном и социјалном окружењу које им је непознато, неприхватљиво или несхватљиво. Појединац може бити отуђен од друштва уколико осећа да га оно контролише, итд.
Особа постаје самоотуђена уколико не може да разуме или прихвати себе. Човек може бити отуђен и од својих жеља уколико оне нису аутентично његове, већ му долазе споља.

## Отуђење у филозофији
Појам алијенација је првобитно имао правно значење продаје или уступање неког добра. Филозофско му значење даје већ Тома Аквински. Појам отуђење уводи у модерну филозофију Жан Жак Русо, у значењу отуђења од самог себе, духовног стања отуђености, изгубљености властитог ја. Појам је посебно важан за Хегела, Фејербаха и Карла Маркса.

### Хегел
По Хегелу, производећи ствари и сам човек се постварује, опредмећује у физичком свету, друштвеним институцијама и тако даље, а свако такво постварење је уједно и отуђење. Даље, Хегел говори о отуђењу човековог мишљења од реалности. За Хегела алијенација је стављање духовне стварности као објект. Хегел сматра да се апсолутни дух пре свега отуђује у природи, па читава историја није у ствари друго до дезалијенација, разотуђење. Прогрес ка апсолуту представља прогрес самосвести, који је сам по себи процес „разотуђења“ током кога оно што је одвојено и лажно објективизовано поново стиче своје јединство кроз самостварање и самосвест.

### Фојербах
За Фојербаха је отуђење првенствено религијско; оно је чин самоотуђења којим човек ствара божанство коме се подвргава. Фојербах је анализирао религиозно отуђење полемишући с Хегеловом тезом да је природа отуђени облик апсолутног духа. Он указује како човек није отуђен од себе кад одбија да призна природу као самоотуђени облик бога, већ је управо тада отуђен кад замишља да изнад њега постоји више биће које треба да слуша и да му се клања. Стање самоотуђења се превазилази самосвешћу.

### Маркс
Карл Маркс сматра да је Хегелова критика отуђења у ствари још »нејасна« и »мистификована критика«. Такође сматра да религиозно отуђење није једино нити суштинско човеково отуђење, јер се човек духовно отуђује и у моралу, филозофији, уметности, економски у облику робе, новца, капитала, а друштвено у виду државе, права, разних институција. Анализирајући разне облике отуђења човека, посебно у својим раним радовима (нпр. у »Критици Хегелове дијалектике и филозофије« и у «Економско-филозофским рукописима«), Маркс пише:
| „            | Целокупна историја отуђења и целокупно укидање отуђења није, стога, ништа друго до историја производње апстрактног, тј. апсолутног мишљења, логичког спекулативног мишљења. | ” |
| — Карл Маркс | |   |

Маркс отуђење ставља у друштвени оквир, објашњавајући да се човек отуђује увек у конкретном, класном друштву, те да је први и суштински предуслов разотуђења укидање класног друштва, односно свих животних услова који човека стављају у положај ропске зависности од спољњих економских, друштвених или идеолошких моћи.
| „            | Отуђење радника у његовом производу значи не само да је његов рад постао предмет спољне егзистенције него да рад егзистира изван њега, независно, туђе и постаје њему насупрот самостална сила, да му се живот који је дао предмету супротставља непријатељски и страно. | ” |
| — Карл Маркс | |   |

Човек, отуђујући се од свог дела, истовремено се отуђује и од самог себе. Стога је основи различитих врста отуђења пре свега отуђење човека од себе сама, од својих правих могућности.

### Ниче
Фридрих Ниче пише о отуђењу на следећи начин:
| „              | Ја ћу тражити да се човеку као његова својина и његова творевина врати сва лепота и узвишеност коју смо посудили замишљеном свету, као његову најлепшу апологију. Човек као песник, као мислилац, као бог, као љубав, као моћ. О краљевске ли дарежљивости којом је обасуо ствари да би себе осиромашио и осетио се бедним! Досад је била његова највећа несебичност то што се дивио, и клањао, и молио се, и знао да од себе сакрије да је он био тај који је створио то чему се дивио. | ” |
| — Фридрих Ниче | |   |

### Франкфуртска школа
Критичка теорија сматра да савремено потрошачко друштво води отуђењу и тзв. „комодификацији” читавог друштва кроз промоцију потрошње као највеће вредности.